# Eublemma hypozonata
Eublemma hypozonata là một loài bướm đêm trong họ Erebidae.